# 二元化合物

氯化钠是一个著名的二元化合物。 它包含两种元素：钠(Na)和氯(Cl)。

二元化合物指包含兩种不同元素的化合物，如（氯化钠）和（氟化鈉）。一些二元化合物是分子的，例如， 四氯化碳(CCl4)。 更典型地，二元化合物是指延伸的固体。 著名例子是硫化锌的两种多晶型物。

## 中文表达方法
一般地讲，二元化合物的命名遵循两个形式：
- “某化某”——若化合物中元素的价态都为其最常见的价态，且该命名不会导致歧义。习惯上是呈负价的元素在命名时放在前面。如：
  - 氯化钠—NaCl
  - 硫化钾—K2S
- 当化合物中的元素变价较多，或元素所呈价态不是主要价态时，以上命名会导致歧义。这时可以三种方法解决：
  - “几某化几某”。如：
    - 二氟化二氧—O2F2
    - 四氮化四硫—S4N4

  - “某化某()”，括号中的是以罗马数字书写的氧化数。常用于命名离子性较强的化合物。如：
    - 氯化钛(IV)—TiCl4
    - 氯化钛(III)—TiCl3

  - “某化高/亚某”，用在具有比较固定的可变价态的元素上。常见以这种方法命名的元素包括：
    - FeIII—铁；FeII—亚铁
    - CuII—铜；CuI—亚铜
    - CoIII—高钴；CoII—钴
    - HgII—汞；HgI—亚汞
    - TlIII—铊/高铊；TlI—亚铊
    - SnIV—锡/高锡；SnII—亚锡
    - MnVII—高锰；MnIV—锰

## 英語表達方法

### 变价金属
“拉丁文表達法”  金屬拉丁文名 + “-ic” （用於高價） / “-ous” （用於低價） + 非金屬 + “-ide”
例如：氯化亚铁—Ferrous chloride，氯化亚铜—Cuprous chloride

### 二元酸（水溶液）
“Hydro-” + 非金屬 + “-ic”  + “acid”
只有大约10种非金属可与氢形成二元酸（此处的二元并不是指可电离的氢原子数目，而指酸中的元素数量）：氯、氟、溴、碘和硫等。它们的命名可用以下式表明：
例如：盐酸—Hydrochloric acid，氢氟酸—Hydrofluoric acid

### 二元共價化合物
非金屬 + 非金屬 + “-ide”
在元素前加上適當的拉丁文前綴以表達化合物分子中一種元素原子的數量。這種方法通常不被用在離子化合物中（如下）。例如，K2O一般不稱Dipotassium monoxide，而簡單地稱爲Potassium oxide。而P4O6，卻稱tetraphosphorus hexoxide。一些以元音開頭的元素名（例如氧Oxygen），則需取消前綴的最後字母而使用元素名的首字母，如：mono- + Oxide = Monoxide、O4 = Tetroxide、O5 = Pentoxide，如此類推。
| 1 | Mono- | 3 | Tri-   | 5 | Penta- | 7 | Hepta- | 9  | Nona- |
| 2 | Di-   | 4 | Tetra- | 6 | Hexa-  | 8 | Octa-  | 10 | Deca- |
| - | ----- | - | ------ | - | ------ | - | ------ | -- | ----- |

例如：五氟化磷—Phosphorus pentafluoride，七氟化碘—Iodine heptafluoride

### 二元離子化合物
单原子阴离子：阳离子 + 阴离子 + “ide”
例如：硫化鎂—Magnesium Sulfide